# Fodina rhodotaenia
Fodina rhodotaenia là một loài bướm đêm trong họ Noctuidae.